# École nationale des sous-officiers d'active
Pour les articles homonymes, voir École des sous-officiers.
Ne doit pas être confondu avec École nationale technique des sous-officiers d'active.
 (novembre 2019).
Si vous disposez d'ouvrages ou d'articles de référence ou si vous connaissez des sites web de qualité traitant du thème abordé ici, merci de compléter l'article en donnant les références utiles à sa vérifiabilité et en les liant à la section « Notes et références ».
L'École nationale des sous-officiers d'active (ENSOA), appelée communément ENSOA, est l'école de formation initiale des sous-officiers de l'Armée de terre française (hors Légion étrangère).
Située à Saint-Maixent-l'École, elle dépend du commandement de la formation de la direction des ressources humaines de l'Armée de terre (DRHAT).

## Historique

### Saint-Maixent, ville d'écoles militaires
En s'implantant au cœur de la cité de Saint-Maixent, l’École nationale des sous-officiers d'active perpétue une longue tradition qui lie la ville à l'armée depuis le Moyen Âge. De la garnison du château médiéval (1224) jusqu'à nos jours, celle-ci a en effet accueilli en son sein de nombreuses écoles, ainsi que le régiment des Deux-Sèvres : le 114e régiment d'infanterie.
L'image de l'ENSOA a longtemps été associée à celle du 114e régiment d'infanterie, créé le 3 août 1808 par l'Empereur Napoléon Ier et positionné à Saint-Maixent à partir de 1878. Il sera par la suite de tous les combats des deux guerres mondiales. Dissous puis recréé à plusieurs reprises, il est finalement dédié au soutien de l'ENSOA avant de définitivement fermer ses portes en 1994. Ses missions de soutien de l'école ainsi que ses traditions sont alors confiées au groupement de soutien de l'ENSOA, qui deviendra par la suite la compagnie de commandement et de logistique. Le soutien de l'école est assuré par la base de Défense de "Poitiers-Saint-Maixent".

### École militaire d'infanterie (EMI)
Le vieux château de Saint-Maixent est rasé en 1881 pour laisser place à de nouveaux bâtiments abritant l’École militaire d'infanterie (EMI). Y sont formés les élèves officiers issus du recrutement interne admis par concours, afin de leur enseigner la manœuvre d'infanterie, l'usage des bouches à feu (canons), le tir, la topographie, l'équitation et la télégraphie. L'école devient « le creuset d'où sortent de brillants, joyeux, pimpants et quelque peu raseurs, la moitié de la phalange d'officiers dont le dévouement et l'abnégation, la bravoure et l'entrain ne sont plus à citer »[source insuffisante], comme ils le prouvent pendant la Première Guerre mondiale.
Les élèves de la 34e promotion partent au front, il ne reste sur place qu'un centre d'instruction des élèves-aspirants (CIEA). En 1918, 2576 anciens élèves de l'EMI, 3 937 officiers et hommes de troupe du 114e RI et 165 enfants de Saint-Maixent, sont morts sur les champs de bataille.
Sergent en 1909 au 33e RI, Saint-Cyrien (1909-1912), le capitaine Charles de Gaulle effectue un stage au Centre d'instruction des cadres en 1919, parmi 3 200 officiers subalternes dont deux tiers avaient été faits prisonniers en 1914.
En 1922, le président de la république Millerand attribue la croix de chevalier de la Légion d'honneur au drapeau de l'EMI.

### École militaire de l'infanterie et des chars de combat (EMICC)
Par décret du 23 octobre 1925, l’École militaire d'infanterie devient l’École militaire de l'infanterie et des chars de combat (EMICC). Un an plus tard, la ville de Saint-Maixent souligne de manière pérenne son lien avec l'institution militaire en ajoutant le substantif de l'École à son nom.
Sous l'impulsion du général de brigade Louis-Amédée Rondenay, ancien élève de l'EMI, commandant l'EMICC (1925-1927), un Musée du souvenir est créé le 26 mai 1926. Ce musée prend l'appellation du Musée du Sous-Officier en 1986.
En 1933, Georges Pompidou, futur président de la République, effectue une formation d'élève officier de réserve à l'EMICC.
3 septembre 1939, c'est la mobilisation. Comme en 1914, les élèves des promotions "Empire français" et "Maginot" rejoignent leurs unités. Seul le bataillon des élèves officiers de réserve continue l'instruction à Saint-Maixent-l’École. C'est lui qui écrit la plus belle page d'histoire de l'école en participant à la défense de la Loire avec les cadets de Saumur.
Saint-Maixent-l'École connaît alors des jours sombres. Les troupes allemandes occupent la ville. L’École Militaire d'Infanterie est transférée en juillet 1940 en zone libre, à Aix-en-Provence, avec l’École spéciale militaire de Saint-Cyr. Elle y restera jusqu'en novembre 1942.
Le 28 novembre 1942, l'EMI est fusionnée avec l'école spéciale militaire de Saint-Cyr (ESM) dans l'école des élèves-aspirants de Cherchell en Algérie française, créée après l'occupation allemande de la zone Sud. En décembre 1944 l'École militaire de Cherchell prend le nom d’« École militaire interarmes » (EMIA). Elle s'installe après la guerre en juin 1945 à Coëtquidan.
Après la Libération, l'école n'accueille plus les sous-officiers se préparant à l’épaulette. Le drapeau de l’École Militaire de l'Infanterie et des Chars de Combat continue à flotter. Viennent alors à Saint-Maixent-l'École les officiers et sous-officiers issus des Forces françaises de l'intérieur (FFI), afin d'assurer leur perfectionnement tactique et technique. Cette école, l’École des Cadres d'Infanterie, laisse place l'année suivante à l’École des Cadres de Saint-Maixent commandée par le commandant Gambiez et créée par le maréchal de Lattre de Tassigny.
Rapidement, près de 2000 élèves de toutes armes et de tous grades y passent chaque année. d'importants travaux sont alors réalisés pour rénover et agrandir les infrastructures.

### L'École des sous-officiers
Le nom de l'école change encore, en 1948, pour devenir l’École des sous-officiers ; elle forme alors les sous-officiers à l'instruction du contingent et les prépare au concours du recrutement semi-direct des officiers.
L'École d'application de l'infanterie (EAI), précédemment basée à Coëtquidan, revient sur ses terres historiques le 1er octobre 1951 pour constituer la division d'application de l'infanterie, qui forme tant les sous-officiers que les officiers. Elle verra se succéder 21 promotions en ses murs avant de quitter les Deux-Sèvres pour Montpellier (1967), après avoir cohabité 4 ans à Saint-Maixent-l'École avec l’École Nationale des Sous-Officiers d'Active (ENSOA), créée le 1er septembre 1963.

### La création de l'ENSOA
Sous l'impulsion du chef d'état-major de l'Armée de terre, le général Le Pulloch, le ministre des armées Pierre Messmer décide, le 1er septembre 1963, de créer l’École nationale des sous-officiers d'active. Le général donne pour mission à la nouvelle école de "marquer les sous-officiers d'une empreinte commune"[réf. souhaitée].
Alors qu'autrefois les sous-officiers étaient formés directement par les écoles militaires selon l'arme d'appartenance, les meilleurs sont instruits, après leur formation à l'école d'arme, dans l'école unique que devient l'ENSOA.
Poussée par une telle volonté, l'école passe en quelques années de 500 élèves à près de 2500 élèves par an. Les régiments mettent leurs meilleurs officiers et sous-officiers à la disposition de son premier commandant, le lieutenant-colonel Laurier, afin que la première promotion, baptisée "Promotion du Drapeau", soit formée le 4 novembre 1963 à la hauteur des ambitions affichées.
Organisme interarmes sans équivalent dans l'Armée de terre d'alors, l'ENSOA confère à ses élèves un label de compétences unanimement reconnu[réf. nécessaire].
La marche de l'ENSOA, "Jeune chef", est écrite en 1970 par le lieutenant Chailley et le chef de musique principal Gallas. En 1990, sur décision du CEMAT, l'ENSOA se voit attribuer la devise "s'élever par l'effort" provenant de l'École Militaire de Strasbourg, héritière de l’École des Cadres de Rouffach (1945-1985).
Au début des années 1970, trois promotions, décalées de deux mois, cohabitent en permanence au quartier Coiffé. Lorsque l'une d'elles a terminé sa formation et part en école d'arme, une autre arrive des centres d'instruction. Tous les deux mois une cérémonie rassemble l'école afin de remettre ses galons à l'aînée des promotions, donner un nom de baptême à la cadette et présenter le drapeau à la benjamine.
L'ENSOA s'implique au fil des années dans le perfectionnement des sous-officiers à travers le certificat militaire de second degré (CM2), délivré après plusieurs années de service. Le premier stage a lieu en 1972 et accueille, pour quatre semaines, cent soixante sous-officiers issus pour la plupart des premières promotions de l'école. Mais le 7 septembre 1974, faute de renforcement de l'encadrement, la bataillon de perfectionnement ferme ses portes après avoir conduit 16 stages et attribué le certificat militaire de second degré (CM2), à presque 3 000 sous-officiers. Sa mission est alors confiée à l'école de Fréjus. Un 4e bataillon peut alors être activé.
En 1974, après d'importantes réformes, le 1er bataillon incorpore la première promotion d'élèves issus directement du civil. L'ENSOA est chargée de leur formation initiale et ils partent en école d'arme à l'issue de celle-ci, à l'inverse de leurs anciens. L'effectif de chaque promotion varie alors entre 360 et 380 élèves, saturant ainsi les moyens d'instruction.
Le général Boone, commandant l'école, conduit la réorganisation avec optimisme et résolution « si l'école déborde d'élèves, ses cadres débordent de courage et de foi ! ».
C'est en octobre 1978 que les sous-officiers candidats au CM2 retrouvent les chemins de Saint-Maixent-l'École et ce jusqu'en 1996.
Le 8 mai 1980, le président de la République Valéry Giscard d'Estaing préside le centenaire de la présence militaire à Saint-Maixent-l’École.
En 1984, l'ENSOA incorpore ses premiers élèves sous-officiers féminins, qui représentent aujourd'hui 18 % des sergents et maréchaux-des-logis formés à l'ENSOA.
Avec la professionnalisation et la fermeture de l’École Nationale Technique des Sous-Officiers d'Active d'Issoire-Tulle (ENTSOA), l'ENSOA reste seule responsable de la formation initiale des futurs sergents et maréchaux-des-logis de l'Armée de terre et s'impose naturellement comme point central de la formation générale des sous-officiers à partir de 1998.
À l'occasion du 150e anniversaire de la création de la médaille militaire, le 5 février 2002, président de la République, Jacques Chirac remet au drapeau de l'ENSOA cette décoration et s'exprime en ces termes : « Vous détenez avec vos officiers et avec vos soldats une part de la grandeur de la France »[source insuffisante].
Depuis juillet 2005, l'école assure la formation des sous-officiers de réserve. Cette même année, l'ENSOA accueille de nouveau les sous-officiers d'active pour leur stage de perfectionnement, appelé « formation générale de second degré (FG2). » Elle assure en outre à partir de 2009 la formation de perfectionnement des réservistes. À ce titre, et au sens littéral du terme, l'ENSOA devient bel et bien la Maison Mère de tous les sous-officiers de l'Armée de terre.
Avec sa devise « s'élever par l'effort », l'ENSOA demeure très attachée à l'héritage légué par tous ceux qui ont été formés dans ses rangs. Nombreux sont ces sous-officiers, dont plusieurs ont accédé à l’épaulette d'officier, qui ont perdu la vie lors d'opérations militaires.
L’École nationale des sous-officiers d'active, qui a formé et perfectionné plus de 160 000 sergents et maréchaux-des-logis depuis sa création, demeure la référence pour le corps des sous-officiers de l'Armée de terre.

## Implantations géographiques
L'école est située à Saint-Maixent-l'École dans le département des Deux-Sèvres, au cœur du Val de Sèvre. Au fond d'une vallée d'effondrement qui était à la préhistoire un lac s'écoulant dans le Lambon, Saint-Maixent-l'École s'est construite autour de son abbaye, au fil d'une histoire riche et d'un passé militaire important.
La ville dispose d'une situation géographique et économique favorable, non loin de la façade atlantique. Le « centre de gravité » du corps des sous-officiers se trouve ainsi à seulement deux heures de TGV de Paris et se situe au croisement des autoroutes A10 et A83, qui permettent de rejoindre Nantes en une heure et demie, Bordeaux en deux heures et Toulouse ou Paris en quatre heures.
Saint-Maixent-l'École fait preuve d'un dynamisme et d'une activité importants[réf. souhaitée] pour sa taille modeste (8 000 habitants). Les personnes de l'école constituent une partie non négligeable de la population saint-maixentaise : cette masse salariale de près de 1 600 permanents et stagiaires présents au quotidien est un facteur important du développement de la ville. L'ENSOA participe ainsi activement à la vie sociale et économique du bassin saint-maixentais, du département des Deux-Sèvres et de la région Nouvelle-Aquitaine.
Jusqu'en 2011, elle était répartie dans 4 quartiers :

### Quartier Coiffé
Le quartier Coiffé accueille les bataillons et la majorité des services de l'école. Son nom vient du général Coiffé, né à Thorigné et Saint-Cyrien, grand-croix de la Légion d'honneur, officier dans les zouaves qui s'est illustré dans les campagnes du Second Empire. (coordonnées géographiques :46° 24′ 57″ N, 0° 12′ 47″ O)
Le quartier Coiffé a été bâti en 1914 pour faire face aux besoins de la garnison, en raison de la loi prolongeant le service militaire à trois ans.
Depuis la création de l'ENSOA en 1963, il n'a cessé de se développer. Cœur de l’École, ce quartier regroupe l'état-major (poste de commandement Général-Laurier), cinq bataillons d'élèves avec leurs lieux de vie, le groupement de perfectionnement des sous-officiers et le logement des engagés volontaires. Il abrite par ailleurs un bâtiment d'instruction moderne et fonctionnel possédant de nombreuses salles de cours, des laboratoires spécialisés dans l'apprentissage par le virtuel et la simulation.

### Quartier Marchand
Situé au cœur de la commune de Saint-Maixent-l'École, il est à l'origine des écoles militaires de la ville. Son nom vient du général Marchand qui s'est illustré en 1898 au Soudan en tant que capitaine. Il s'est également distingué pendant la Première Guerre mondiale à la tête de la 10e coloniale. (coordonnées géographiques :46° 24′ 48″ N, 0° 12′ 02″ O)
Espace d'accueil ouvert sur la cité, il abrite le Musée du Sous-Officier, le bâtiment réservé au logement des cadres célibataires ainsi que deux grandes salles de réception qui permettent notamment d'accueillir famille et parrains, invités dans le cadre des festivités organisées à l'issue des cérémonies de remise de galons.

### Quartier Largeau
Il s'agit de la résidence du général commandant l'école. Il dispose de son cabinet militaire, de salles de réception et de ses appartements privés. Jusqu'en 1989, l'enceinte abritait le mess des officiers de l'école. Elle porte le nom du général Largeau qui a été élève officier à l'École militaire d'infanterie (EMI). (coordonnées géographiques :46° 24′ 47″ N, 0° 12′ 25″ O)
C'est l'hôtel de commandement et la résidence du général commandant l'école. Avant la création de l'ENSOA, cette emprise accueillait le cercle des officiers de l’École Militaire de l'Infanterie et des Chars de Combat.

### Le Panier Fleuri
Le complexe d'entraînement dit du « Panier Fleuri » (du nom du lieu-dit où il est implanté) permet la pratique des divers sports collectifs, individuels et militaires grâce à ses quatre parcours d'obstacles, sa piste d'audace, son stade, ses deux gymnases et sa piscine. S'y trouvent également les installations de tir de l'école, qui permettent l'entraînement au fusil d'assaut (FAMAS) et au pistolet automatique.

### Le camp d'Avon
Avec ses 870 hectares, ses bocages, ses douze corps de fermes comprenant dix-sept zones de bivouac et son village de combat, il offre de larges espaces pour la formation et l’entraînement à la vie en campagne et au combat. Il se situe à 15 km au nord-est de Saint-Maixent-l'École sur la commune du même nom.

### Quartier Canclaux (rendu à la ville en septembre 2011)

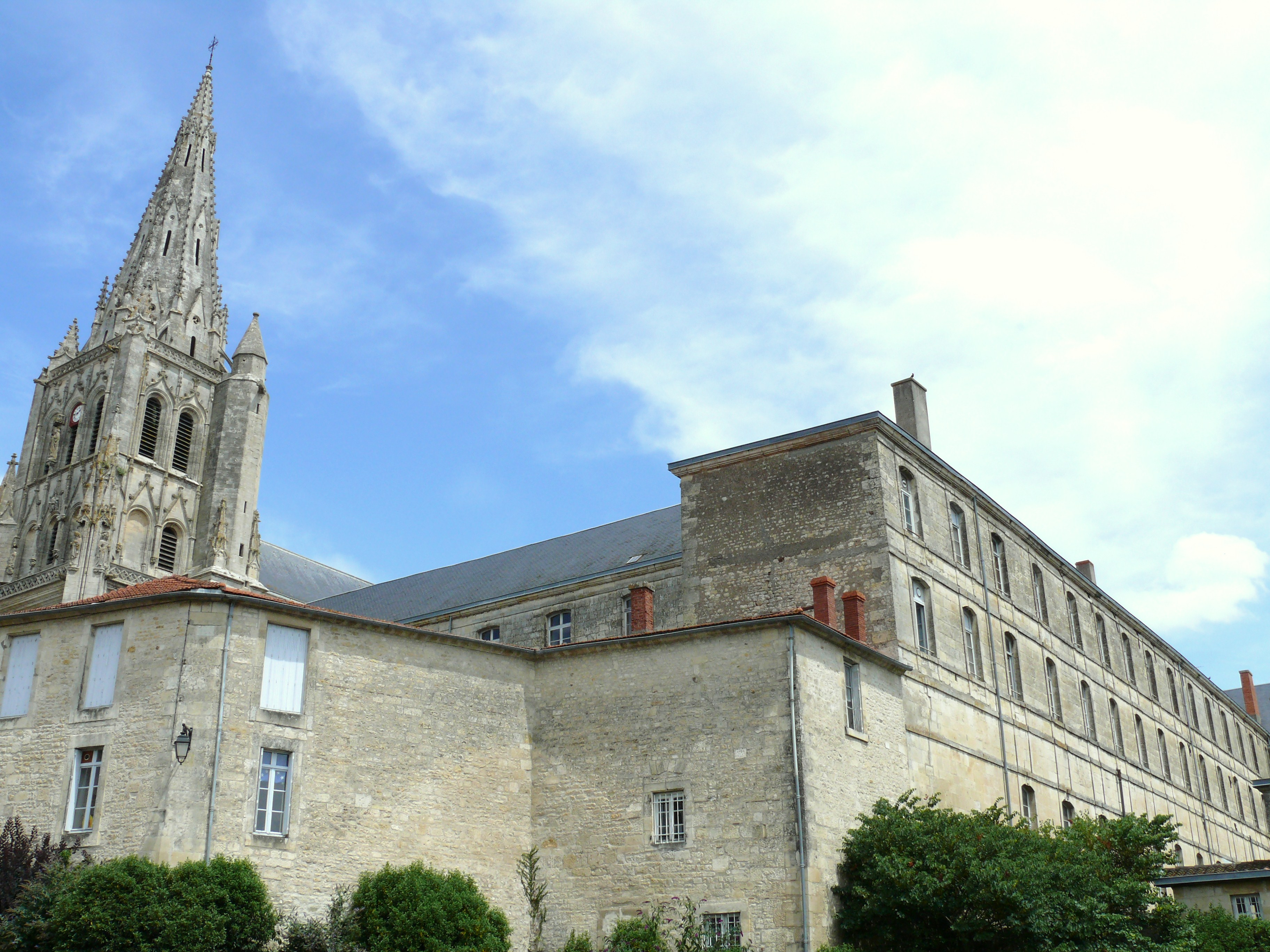
L'ancien « quartier Canclaux ».

Son nom a été donné en 1886 en hommage au général Canclaux. Créé dans l'ancienne abbaye de Saint-Maixent, il fut appelé La Caserne des Bénédictins de 1861 à 1886.
Le simple nom du quartier Canclaux évoque un grand nombre de souvenirs chez la plupart des sous-officiers de l'Armée de terre. Cette ancienne abbaye avec son cloître, ses couloirs anciens et sa piscine datant de 1930 dans laquelle plusieurs milliers de futurs sous-officiers ont appris à nager, hébergeait depuis 1963 des compagnies d'élèves et stagiaires de l'ENSOA.
Le quartier a accueilli les élèves officiers d’active et de réserve (Georges Pompidou a été élève en tant que sous-lieutenant[source insuffisante]). L'ancienne abbaye a également hébergé deux compagnies d'élèves ainsi que des sous-officiers en stage de deuxième partie de carrière.
Depuis 2009, l'ENSOA avait recentré ses activités sur son site de formation principal, le quartier Coiffé. En 2011, elle s'est définitivement séparée de ce lieu de formation mythique. Après une dernière descente des couleurs dans les jardins du cloître, l'ENSOA a confié l'avenir de Canclaux à la mairie de Saint-Maixent-l'École, qui envisage de transformer les lieux en médiathèque.
La porte donnant sur la rue et le grand escalier font l'objet d'une inscription aux monuments historiques depuis 1926.
Le site a été utilisé pour figurer le séminaire des Capucins dans la série télévisée Ainsi soient-ils dont la 1re saison a été diffusée sur Arte en 2012 ; le tournage de la 2e saison s'y déroule également en 2013.
Coordonnées géographiques :46° 24′ 37″ N, 0° 12′ 13″ O

### Le musée du sous-officier
Le musée du sous-officier est l'un des 15 musées de l'Armée de terre. Il retrace l'histoire de France à travers celle du sous-officier de l'Antiquité à nos jours. Il étudie le sous-officier à travers le prisme de quatre thématiques: l'évolution de l'uniforme, de l'équipement, de l'armement et de la phaléristique (science des décorations). Y sont évoquées également les différentes unités de la garnison qui ont été sur la garnison de Saint-Maixent: le 114e régiment d'infanterie, l'École militaire d'infanterie (1881-1925), l'École militaire de l'infanterie et des chars de combats (1925-1940), l'École des cadres (1945-1951), l'École d'application de l'infanterie (1951-1967) puis, depuis 1963, l'ENSOA.

## Missions
École à vocation interarmes, elle forme les futurs cadres sous-officiers de l'Armée de terre, tant au point de vue militaire et physique que moral et intellectuel.
L'ENSOA dispense huit mois de formation générale militaire aux nouveaux engagés volontaires sous-officiers (EVSO) titulaires du baccalauréat ou d'un Brevet de technicien supérieur ou d'un Diplôme Universitaire de Technologie (par recrutement direct). La formation (par recrutement semi-direct), destinée aux engagés militaires du rang (EVAT) ayant fait leurs preuves dans leurs unités, dure quant à elle 4 mois.
À la fin de la formation les jeunes sous-officiers obtiennent un certificat militaire de premier degré (CM1) et partent pour une formation dans une école de spécialisation.
La formation peut être considérée comme difficile au niveau physique par les personnes en mauvaise condition : les moins forts mentalement abandonnent généralement. Cependant, mis à part les élèves souffrant d'un handicap non diagnostiqué ou mal évalué lors des tests d'entrée et de sélection, le certificat reste accessible. En outre il est tout de même recommandé aux non-sportifs de se préparer physiquement avant d'intégrer l'école.
À noter que l'ENSOA peut être un tremplin vers la carrière d'officier : après une durée minimale (trois années en tant que sous-officier), le jeune sous-officier pourra se présenter au concours de l'école militaire interarmes (EMIA) ou à celui de l'école militaire du corps technique et administratif, en fonction de sa manière de servir.

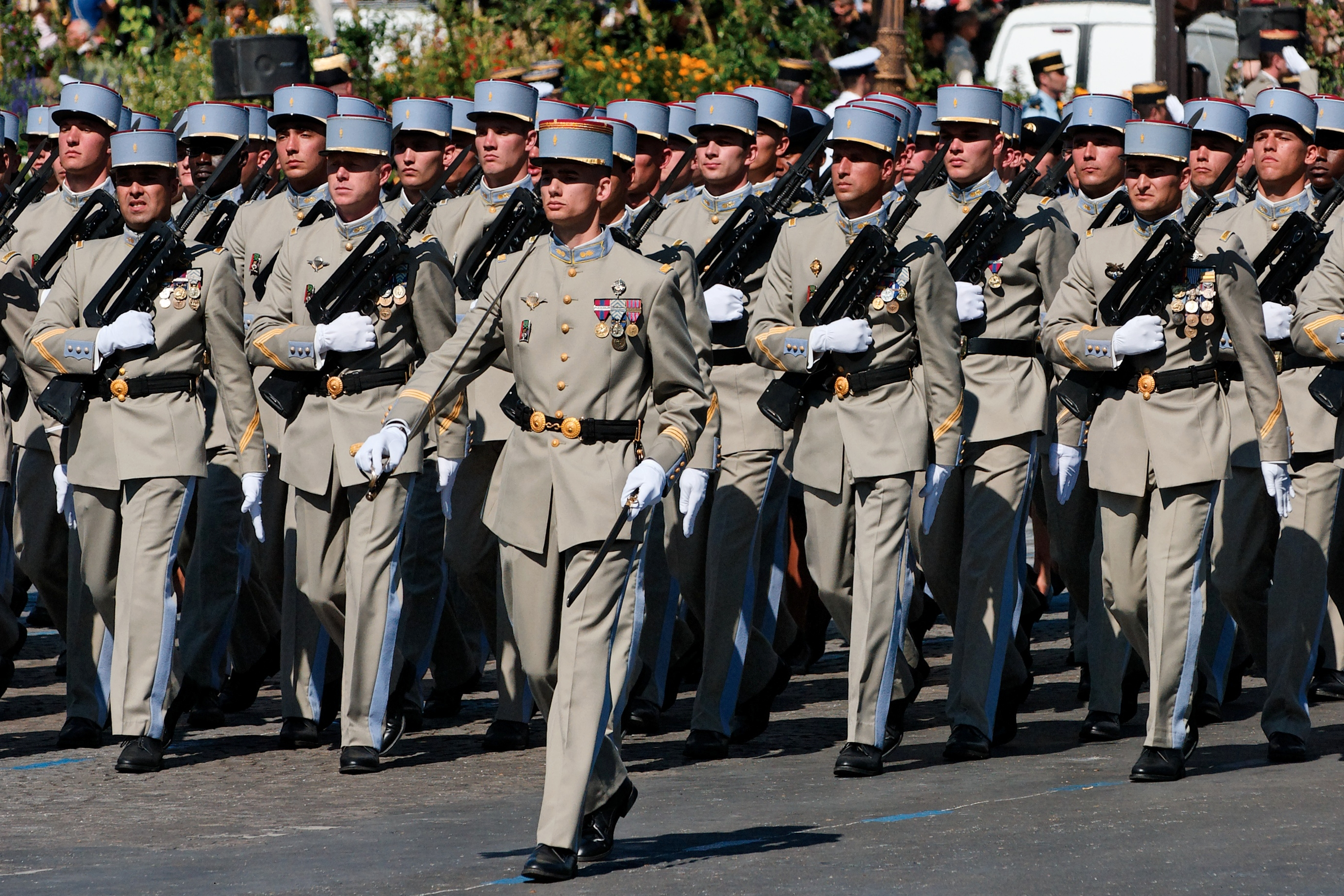
Élèves sous-officiers de la promotion « Sergent-chef Chatel » au défilé du 14 juillet 2008.

## Formations
Le cœur de métier de l'ENSOA est la formation des sous-officiers de l'Armée de terre. La formation initiale, dite de premier niveau, qui prépare au premier grade de sous-officier représente 80 % de la formation dispensée à l'école, en volume horaire consacré. Le statut de Maison Mère des sous-officiers a pris tout son sens depuis 2009, date à laquelle l'école a repris définitivement à son compte la formation de perfectionnement, ou de deuxième niveau, qui prépare à leur deuxième partie de carrière, la totalité des sous-officiers de l'Armée de terre. L'ENSOA intervient ainsi aux deux stades de formation qui jalonnent le cursus professionnel du sous-officier, et cela exclusivement dans le domaine de la formation générale (commune à tous les sous-officiers, quelle que soit leur spécialité).
Sous les plis de son drapeau décoré de la médaille militaire, l'ENSOA favorise l'épanouissement des élèves dans l'apprentissage des valeurs militaires traditionnelles et fondamentales, inscrites dans la réalité des engagements opérationnels d'aujourd'hui. Elle cultive la fermeté du caractère et la capacité à maîtriser la force, dans le respect indispensable de la dignité humaine. Elle développe le sens de l'engagement dans la fraternité d'arme, qui forge la solidarité et la cohésion nécessaires au combat. Enfin, ses traditions constituent un socle de références communes qui guident les pratiques collectives et les comportements individuels dans l'esprit de sa devise : "s'élever par l'effort".
Depuis sa création, l'ENSOA a formé plus de 135 000 sous-officiers. Ces dernières années, elle a accueilli environ 5000 élèves et stagiaires par an.

### Recrutement par voie directe
Ouverte sur dossier à constituer dans les CIRFA aux Françaises et Français âgés de 18 à 29 ans, de Bac à Bac+2, qui, après les tests de sélection, intègrent l’École nationale des sous-officiers d’active (ENSOA) de Saint-Maixent.
Il s'agit des élèves sous-officiers issus du monde civil (recrutement externe : 45 % des effectifs) et désirant intégrer l'Armée de terre en tant que jeunes chefs.

### Recrutement par voie semi-directe
Ouverte aux meilleurs EVAT (Engagé Volontaire de l’Armée de Terre) déjà présents dans l’Armée de terre. Elle alimente plus de 55 % du corps des sous-officiers.
Il s'agit des meilleurs militaires du rang sélectionnés pour intégrer le corps des sous-officiers (recrutement interne : 55 % des effectifs des élèves) et désirant intégrer l'Armée de terre en tant que jeunes chefs.

### Formation initiale des sous-officiers
L'ENSOA assure la formation initiale aussi bien pour les futurs sous-officiers d'active que pour ceux servant dans la réserve. L'ENSOA a pour vocation de faire de ces jeunes de 18 à 30 ans des chefs aptes à commander, instruire et éduquer un groupe de 10 hommes.
À la fin de leur parcours, les élèves sous-officiers d'active se voient remettre leurs galons de sergent ou de maréchal-des-logis devant le général commandant l'ENSOA et leurs proches, évènement qui marque leur passage dans le corps des sous-officiers d'active de l'Armée de terre.

#### Les étapes de la formation initiale
L'ENSOA forme les élèves sous-officiers à la spécificité du métier des armes et les prépare aussi à intégrer l'armée via des évènements plus symboliques. Ainsi, le parcours des élèves sous-officiers alterne les temps de formations pure, comme les sorties terrains, séjours d'entraînement en camp, stage d’aguerrissement ou encore stage en régiment, avec des cérémonies de tradition qui ont pour objectif de donner un sens à leur engagement.
Certaines étapes jalonnent seulement le parcours des élèves sous-officiers issus du recrutement externe. En effet, ces derniers n'ont aucune connaissance militaire et ont huit mois pour tout apprendre : à être des soldats, puis à être des jeunes chefs. D'une ancienneté de service comprise entre trois et neuf ans, les élèves sous-officiers de recrutement interne bénéficient, eux, déjà d'une expérience militaire et ont souvent participé à des opérations extérieures. Leur formation à l'ENSOA est donc plus courte de quatre mois.
L’ENSOA dispense, par un stage aux futurs sergents, les bases de la formation militaire, physique, et morale, ainsi qu’un complément de formation académique. Ils sont ainsi capables de poursuivre leur formation dans les écoles d'application et ensuite d'occuper une fonction du 1er niveau.
En fin de stage, les jeunes sergents choisissent une garnison en fonction de leur classement dans leur domaine de spécialité et leur filière. Ils peuvent demander un régiment ou un organisme de l’Armée de terre, dans lequel ils vont initialement servir. Après un séjour d’une durée variable dans leur nouvelle formation d’appartenance, ils rejoindront les écoles d’application pour y recevoir une formation technique du 1er niveau. Ils y passeront 9 semaines à 3 ans, selon les spécialités et les filières choisies.

##### La remise de l'arme
La remise de l'arme est la première cérémonie à laquelle les élèves sous-officiers de recrutement externe participent. Elle les invite à prendre conscience de la spécificité de leur métier et qu'une arme ne s'utilise qu'au nom d'une cause supérieure à l'intérêt personnel et dans le cadre de la loi et des règlements. L'arme est aussi présentée comme le symbole de la technicité du corps de sous-officiers.

##### La remise des képis
Elle matérialise l'"incorporation", dans le sens d'entrée dans un corps. Au bout de deux mois de formation et après avoir passé leur premier examen militaire, le Certificat Militaire Élémentaire, les jeunes élèves sous-officiers issus du recrutement externe effectuent une longue marche de nuit à l'issue de laquelle les attend cette cérémonie des plus émouvantes. Ils sont alors invités à servir et à se comporter conformément à l'éthique militaire : dans le respect de la dignité des Hommes et celui des lois de la Nation.

##### La présentation au drapeau
La présentation au Drapeau est un instant de recueillement. Elle représente la confirmation de la vocation militaire des jeunes élèves. C'est aussi la cérémonie de reconnaissance officielle de l'aptitude des élèves sous-officiers à recevoir le mandat de défendre la Nation conformément à ses lois et à ses traditions.

##### Le baptême de promotion
Le baptême est une tradition qui fonde l'esprit de promotion et préfigure l'esprit de cohésion des unités. La cérémonie invite les jeunes générations à puiser, dans l'héritage légué par leur parrain, les références qui permettent de s'intégrer dans la communauté militaire. Elle appelle, également, à prendre conscience que l'engagement n'est pas anodin, car il implique l'acceptation de la mort au service de la Patrie.

##### Le raid aguerrissement
La formation des élèves sous-officiers de recrutement interne comporte elle aussi un volet aguerrissement. Les élèves sont évalués au cours d'un raid dont l'objectif est de les aguerrir pendant trois jours et trois nuits, dans trois sites différents. Autour d'un thème tactique, chaque nuit, les élèves marchent vers l'un des sites, éloignés d'une vingtaine de kilomètres. À chaque site, ils enchaînent les ateliers : combat en zone urbaine, parcours d'obstacles en groupe, piste d'audace, tirs de jour et de nuit, missions en anglais.

##### La remise des galons
Au cours de cette cérémonie de clôture de la formation, les élèves reçoivent leur galon du grade de sergent ou de maréchal des logis, premier galon de sous-officier. Ils sont investis du droit d'exercer leur autorité et du devoir de servir. Le galon symbolise l'achèvement de leur formation et la reconnaissance de leur aptitude à exercer des responsabilités humaines, administratives et techniques.

### Formation de perfectionnement
Après quelques années de service, les sous-officiers reviennent à l'école afin de se perfectionner dans l'exercice de l'autorité et de compléter leurs compétences tactiques, techniques et théoriques. Ils pourront à l'issue encadrer une section d'environ 30 militaires. Il s'agit tout d'abord pour l'école de préparer, organiser et conduire la première étape, qui consiste en une formation par correspondance, puis de dispenser les cours lors des trois semaines de Formation Générale de deuxième niveau à Saint-Maixent-l'École.

### Les autres missions

#### Stage «Présidents des Sous-Officiers»
Chaque année l'ENSOA accueille les Présidents des Sous-Officiers (PSO) des différents régiments de l'Armée de terre pour un stage de plusieurs jours.
De toutes armes, tous organismes et unités, les PSO ont un rôle de représentant du personnel sous-officier dans le cadre militaire. Durant ce stage, ils sont amenés à réfléchir à leur rôle, aux ressources humaines et à la condition du personnel.

#### Stage «Ingénierie pédagogique»
L'armée est une institution qui forme, éduque et instruit des personnes de tous âges, toutes origines sociales et tous niveaux scolaires. À ce titre elle a aussi pour mission de préparer les futurs formateurs. L'ENSOA, Maison Mère des sous-officiers a été choisi pour inculquer les bases indispensables à ceux qui deviendront des formateurs ou des responsables de l'instruction collective de leur unité.
La cellule "Formation au Comportement Militaire" de l'ENSOA fait ainsi, entre autres, des rappels en termes de pédagogie, d'outils de formation et de moyens d'animation de groupes.

#### Préparations militaires: préparation militaire supérieure et stage de leadership au profit de grandes écoles
Dans le cadre du lien entre l'armée et la nation, l'ENSOA organise des activités accueillant de jeunes civils désireux de mieux connaître la Défense. L'ENSOA est donc chargée, chaque année, de la mise en place de la préparation militaire supérieure (PMS) d'une durée de trois semaines. Elle a développé des partenariats avec des grandes écoles (INSEEC Bordeaux et Paris).
Au-delà de la découverte du milieu militaire, l'objectif pédagogique du stage proposé à ces établissements est de placer leurs étudiants en situation de leadership et de prise de décision dans un contexte hostile : stress, fatigue, vie en campagne, épreuves physiques. Les étudiants développent ainsi des aptitudes importantes pour de futurs cadres d'entreprise. Pendant une semaine, ces mises en situation inhabituelles leur permettent aussi de se redécouvrir, de mieux appréhender leurs atouts et leurs faiblesses et surtout de repousser leurs limites en s'inspirant de la devise de l'école : « S'élever par l'effort ».

#### Cadets de la Défense
Le projet des Cadets de la Défense est une initiative ministérielle inscrite dans le cadre du "Plan égalité des chances". Issus de tous milieux, ces jeunes de 14 à 16 ans se retrouvent deux fois par mois pour des activités axées sur le lien armée-Nation au travers de temps de sport, de découverte du monde militaire, de sensibilisation au civisme ou à l'importance du devoir de Mémoire et du patrimoine.
L'ENSOA a fait partie des toutes premières unités militaire à tester ce projet qui s'est vu récompensé le 31 mai 2016 par la remise du prix "Découverte des Armées", dans le cadre de l'édition 2016 du prix Armées-Jeunesse.

#### Centre de cours par correspondance
Les sous-officiers candidats au Brevet Supérieur de Technicien de l’Armée de Terre (BSTAT) doivent acquérir de solides connaissances sur les grandes questions d’actualité ainsi qu’une méthode de raisonnement qui doit les aider à rédiger sous une forme logique et argumentée. Le suivi personnalisé des candidats est effectué par les instructeurs au cours des 5 mois de préparation par correspondance.

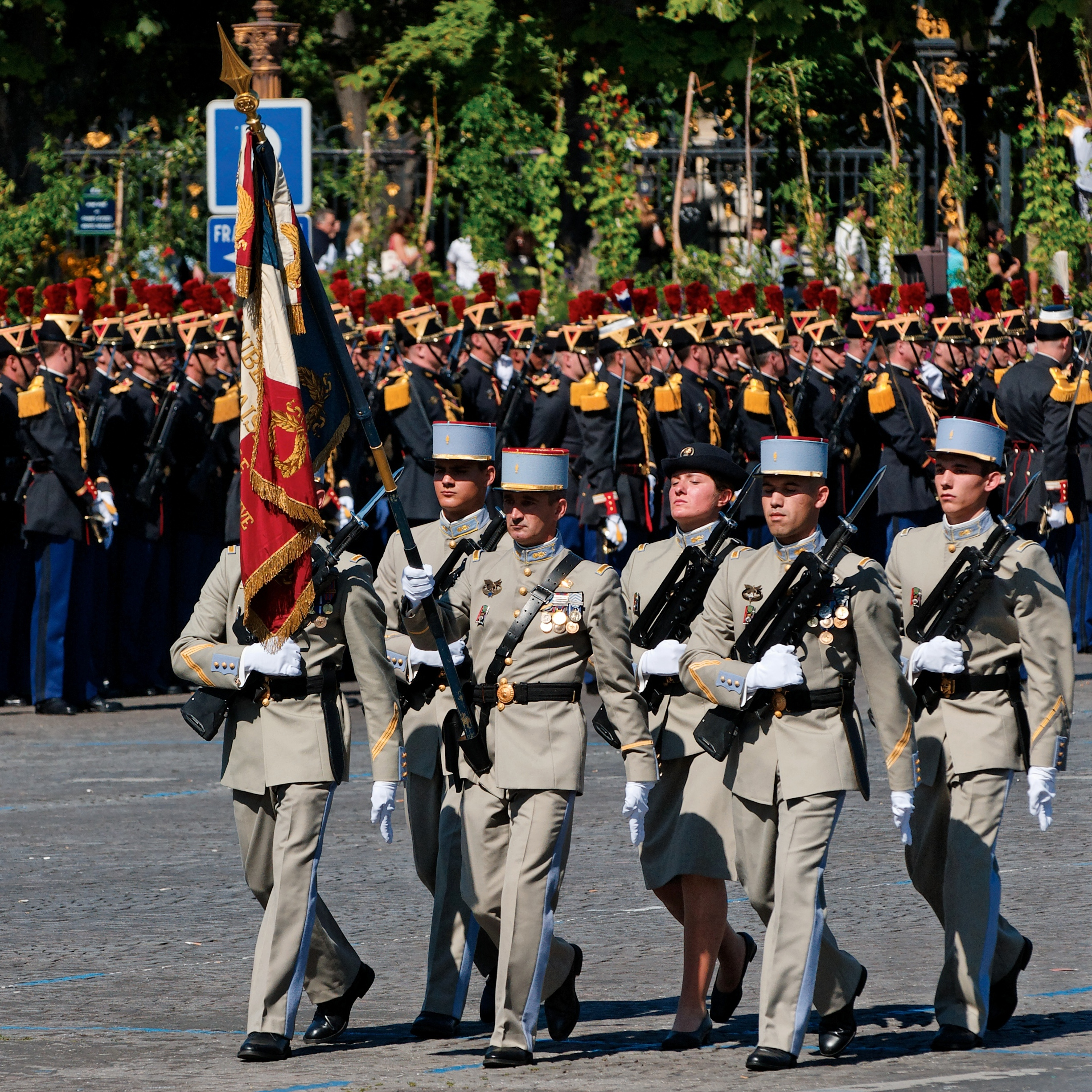
Garde au drapeau de l'École nationale des sous-officiers d'active, défilé du 14 juillet 2008 sur les Champs-Élysées, Paris, sa cravate est décorée de la médaille militaire.

#### Centre d’examen
Pour accéder à cette formation, les candidats doivent réussir un examen dont la préparation et la conduite reviennent à l'ENSOA.
L'obtention du brevet supérieur de technicien de l’Armée de Terre (BSTAT) vient après un stage en école de spécialité. Au total, la préparation et la formation de perfectionnement durent plus de deux ans.

### Matières enseignées
- Passage d'un brevet commando (niveau initiation)
- Sport : parcours d'obstacles, natation, course à pied, grimper de corde, course d'orientation
- TIOR : Technique d'Intervention Opérationnelle rapprochée (self-défense adapté aux missions militaires)
- Combat (TAC, TACtique) : chef de groupe, exercice de l'autorité
- Tir : FAMAS, pistolet automatique, HK416
- Génie : mines anti-char, explosifs
- NRBC : détection, équipements...
- Anglais opérationnel
- Relations internationales : Histoire et contexte géopolitique du monde actuel
- Droits et devoirs du citoyen et du militaire : éducation civique, droit et conventions internationales...
- Renseignement militaire
- Topographie
- Pédagogie
- Bureautique (utilisation des outils informatiques).

## 2023, l'année du soixantenaire de l'ENSOA
Officiellement initiées en janvier 2023 par une cérémonie de vœux communs entre le général Frédéric Thuet, commandant alors l'ENSOA, et M Léopold Moreau, Maire de Saint-Maixent-l'École, les festivités du cinquantenaire de l'école auront jalonné l'année entière. Cérémonies de baptême et de remise de galons, concerts de musique militaire, défi sportif, symposium international de la formation des sous-officiers et journée portes ouvertes : avec pour mot d'ordre "Bien plus qu'une école", ces nombreux temps forts ont véritablement consacré 2013 comme année du cinquantenaire de l'ENSOA.
Tout au long de cet anniversaire, l'ENSOA a organisé de nombreuses activités au profit des blessés de l'Armée de terre. Les donc récoltés à l'occasion des concerts et du grand défi sportif du cinquantenaire ont ainsi été reversés à l'association Terre Fraternité en fin d'année 2013
Outre un beau programme d'évènements de tradition et de partage, plusieurs évolutions symboliques dans les habitudes de l'école ont marqué cette année si particulière.

## Moyens et infrastructures

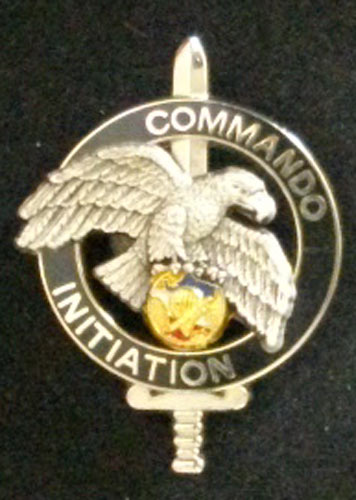
Brevet initiation commando.

Avec un budget annuel de 3 millions d'euros, l'école dispose de 400 véhicules, 1 100 ordinateurs . 760 000 repas sont servis chaque année.
L'école dispose d'un parcours d'obstacles et de terrains d'exercice (terrain Avon et de la Roche Picher). Elle possède également :
- 1 gymnase
- 1 salle de tir SITTAL
- 1 piscine
- des dizaines de salles de cours
- 1 mess
- 1 foyer (bar)
- des centaines de logements.

## Effectif
Les bataillons :
- Commandés par des officiers supérieurs, les différents bataillons comportent une moyenne de 50 cadres qui suivent les élèves sous-officiers et les stagiaires tout au long de leur scolarité[5].

Cœur du métier : 
- 160 000 élèves formés depuis 1963
- L'école assure la formation générale initiale d'environ 3 000 sous-officiers d'active par an, provenant soit directement de la société civile, soit des corps de troupe. Depuis 2005, l'école nationale des sous-officiers d'active (ENSOA), est maison mère des sous-officiers.

## Hommages
La poste française a émis en 1981 un timbre-poste de 2,50 F de valeur faciale  pour le centenaire de l'École militaire de Saint-Maixent, timbre dessiné et gravé en taille-douce par Jacques Combet.

## Photos

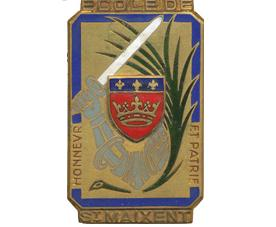
Ancien insigne (pucelle) de l'École des sous-officiers de Saint-Maixent. Avec la devise « Honneur et Patrie ».
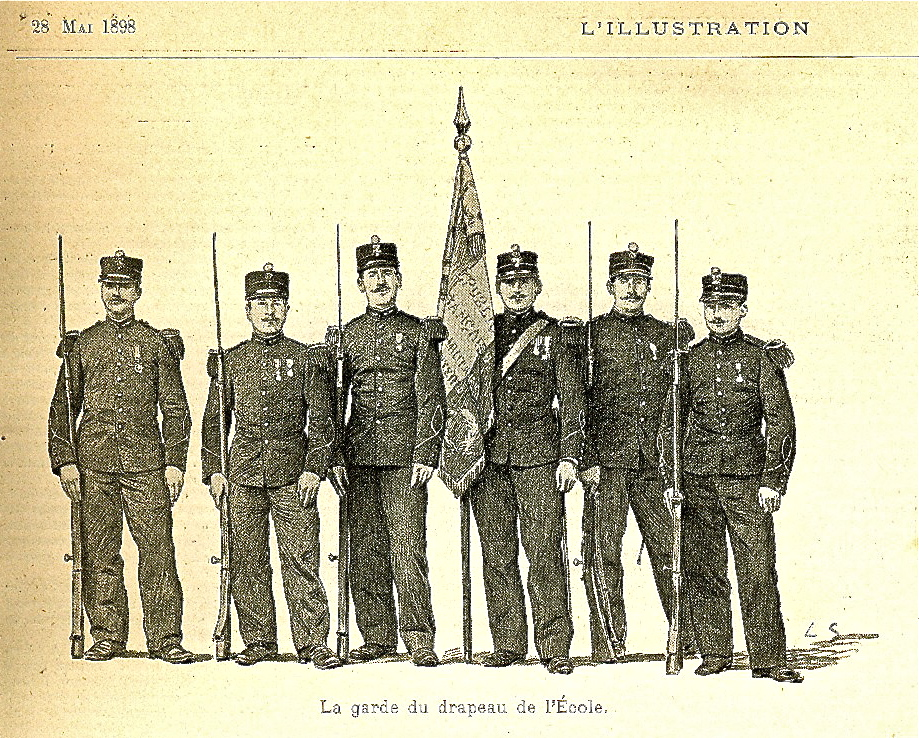
La garde au drapeau de l'École d'Officiers de Saint-Maixent en 1898, devenue École nationale des sous-officiers d'active.